# L'Album
L’Album (russe : Альбом ; Albom) est une nouvelle d'Anton Tchekhov, parue en 1884.

## Historique
L'Album est initialement publié dans la revue russe Les Éclats, no 18, du 5 mai 1884, signé Antocha Tchékhonté.

## Résumé
Aujourd’hui c’est le jubilé de service de Jmykhov, conseiller d’état actuel dans la Table des rangs. Ses subordonnés lui ont offert un magnifique album qui contient les portraits des personnes du service. La joie et la gratitude submergent Jmykhov qui fond en larmes et les remercie chaudement. Il ramène chez lui l’album, « la plus haute récompense ».
À son domicile, sa famille et amis lui ont préparé une fête et il croit « avoir effectivement rendu de grands services à la patrie, et que s’il n’avait pas existé, c’eut été un grand malheur pour elle ». L’album est admiré par tous, mais confisqué le soir même par sa fille Olia. Le lendemain, elle remplace les portraits des subordonnés par ses amies d’école. Plus tard, Kolia, son fils, prend les portraits, les découpe et s’en sert pour faire des soldats.

## Édition française
- L’Album, traduit par Madeleine Durand et André Radiguet (révisé par Lily Denis), in Œuvres I, Paris, Éditions Gallimard, coll. « Bibliothèque de la Pléiade » no 197, 1968  (ISBN 978-2-07-0105-49-6).